# 1894 no beisebol

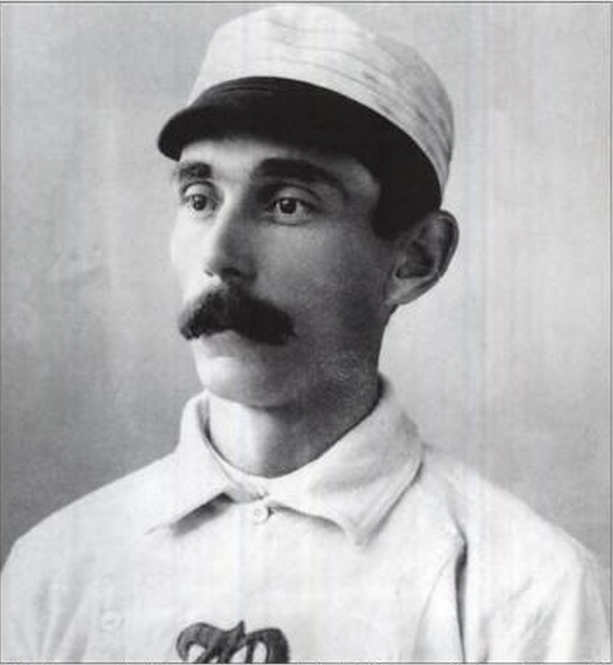
Bobby Lowe, foi o primeiro jogador da MLB a conseguir 4 home runs em um jogo, feito conquistado em 1894.

Esta é uma lista de eventos no mundo do beisebol durante o ano de 1894.

## Campeões
- Temple Cup: New York Giants bateu o Baltimore Orioles, 4 jogos a 0.
- National League: Baltimore Orioles

## Grandes ligas de beisebol - times e aproveitamento

### National League
| Time                  | Vitórias | Derrotas |
| --------------------- | -------- | -------- |
| Baltimore Orioles     | 89       | 39       |
| New York Giants       | 88       | 44       |
| Boston Beaneaters     | 83       | 49       |
| Philadelphia Phillies | 71       | 57       |
| Brooklyn Grooms       | 70       | 61       |
| Cleveland Spiders     | 68       | 61       |
| Pittsburgh Pirates    | 65       | 65       |
| Chicago Colts         | 57       | 75       |
| St. Louis Browns      | 56       | 76       |
| Cincinnati Reds       | 55       | 75       |
| Washington Senators   | 45       | 87       |
| Louisville Colonels   | 36       | 94       |

## Eventos
- 24 de abril – Lave Cross do Philadelphia Phillies rebate pelo ciclo na vitória esmagadora sobre o Brooklyn Bridegrooms por 22-5.
- 30 de maio – Segunda base do Boston Beaneaters, Bobby Lowe, se torna o primeiro jogador da Major League Baseball a rebater quatro home runs em um jogo, rebatendo dois deles em uma 3ª entrada com nove corridas. Boston bateu o Cincinnati Reds por 20-11[1].
- 13 de junho – Bill Hassamaer, outfielder/infielder do Washington Senators rebate pelo ciclo contra o  St. Louis Browns. Washington venceu por 12–3.
- 10 de julho – Jerry Denny do Louisville Colonels se torna o último jogador a atuar em uma partida das grandes ligas sem usar luvas.[2]
- 4 de agosto – Baker Bowl, o estádio do Philadelphia Phillies, é destruído em um incêndio. O Phillies é forçado a jogar seus jogos restantes na University of Philadelphia.[3]
- 17 de agosto – O outfielder do Philadelphia Phillies, Sam Thompson, rebate pelo ciclo e o Phillies esmaga o  Louisville Colonels por 29-4.
- 3 de setembro – O  Baltimore Orioles estabelece o recorde da Major League com mais triplas em um jogo, com 9 contra o Cleveland Spiders.[4]
- 28 de setembro – O arremessador do Cincinnati Reds, Tom Parrott, rebate pelo ciclo contra o New York Giants. O New York vence, entretanto, por 9-8.

## Nascimentos

### Janeiro
- 1º de janeiro – Hack Miller
- 2 de janeiro – Bill Wagner
- 3 de janeiro – John Fluhrer
- 3 de janeiro – Tom Whelan
- 8 de janeiro – Art Ewoldt
- 9 de janeiro –  Billy Lee
- 9 de janeiro – Ira Townsend
- 14 de janeiro – Art Decatur
- 16 de janeiro – Moxie Divis
- 18 de janeiro –  Danny Clark
- 25 de janeiro – Charlie Whitehouse
- 27 de janeiro – Joe Weiss
- 29 de janeiro – Otto Rettig
- 31 de janeiro – Stuffy Stewart

### Fevereiro
- 1º de fevereiro – Walt Golvin
- 1º de fevereiro – Rube Parnham
- 4 de fevereiro – Vern Spencer
- 6 de fevereiro – Pelham Ballenger
- 7 de fevereiro – Charlie Jackson
- 10 de fevereiro – Herb Pennock
- 10 de fevereiro – Cotton Tierney
- 13 de fevereiro –  Billy Martin
- 19 de fevereiro – Ernie Cox
- 20 de fevereiro – Suds Sutherland
- 22 de fevereiro – Tom Grubbs
- 22 de fevereiro – Bill Hall
- 23 de fevereiro – José Rodríguez
- 27 de fevereiro – Bob Cone
- 28 de fevereiro – Jud Wilson

### Março
- 2 de março – Elmer Myers
- 7 de março – Frank Gleich
- 7 de março –  Merwin Jacobson
- 10 de março – Fred Johnson
- 10 de março – Jack Wieneke
- 14 de março – Gene Layden
- 17 de março – Ralph Shafer
- 19 de março – Bill Wambsganss
- 19 de março – Red Torkelson
- 20 de março – Bill Stellbauer
- 28 de março – Lee King
- 29 de março – Dixie Leverett
- 29 de março – Alex McColl
- 29 de março –  Bob Steele
- 31 de março – Ben Mallonee
- 31 de março – Tom Sheehan

### Abril
- 1º de abril – Robert Bonner
- 1º de abril – Hal Reilly
- 2 de abril – Harry O'Donnell
- 5 de abril – Jim Sullivan
- 7 de abril – Fred Lear
- 7 de abril – Horace Milan
- 13 de abril – Pat Martin
- 13 de abril – Squiz Pillion
- 15 de abril – Red Gunkel
- 19 de abril – John Donahue
- 21 de abril – Charlie Maisel
- 22 de abril – Jake Pitler
- 24 de abril – Howard Ehmke

### Maio
- 1º de maio – Paul Carter
- 3 de maio – Cliff Markle
- 8 de maio – Roy Wilkinson
- 15 de maio – Eddie Stumpf
- 16 de maio – Paddy Smith
- 17 de maio – Frank Woodward
- 22 de maio – Hooks Warner
- 23 de maio – Lee McElwee
- 25 de maio – Joe Judge
- 26 de maio – Bill Fincher
- 27 de maio – Frank Snyder
- 30 de maio – Twink Twining
- 30 de maio – Al Mamaux
- 31 de maio –  John Sullivan

### Junho
- 10 de junho – Fred Hofmann
- 10 de junho – Roy Sanders
- 11 de junho – Jack Calvo
- 11 de junho – Walt Whittaker
- 13 de junho – Henry Baldwin
- 15 de junho – Mike Cantwell
- 15 de junho – Norm Glockson
- 16 de junho – Bob Glenn
- 27 de junho – Joe Connolly
- 27 de junho – Red Bluhm

### Julho
- 5 de julho – Hod Eller
- 10 de julho –  Jim Walsh
- 12 de julho – Lee Meadows
- 13 de julho – Ed Corey
- 13 de julho – George Cunningham
- 16 de julho – Howdy Caton
- 16 de julho – Rich Gee
- 18 de julho – Bill Haeffner
- 18 de julho – Carl Stimson
- 18 de julho – Wilbur Fisher
- 19 de julho – George Brickley
- 25 de julho – Red Holt
- 26 de julho – Larry Woodall
- 28 de julho – John Glaiser
- 30 de julho – Bill Cunningham
- 30 de julho – Chuck Ward

### Agosto
- 3 de agosto –  George Hale
- 3 de agosto – Harry Heilmann
- 4 de agosto – Sid Benton
- 4 de agosto –  Jim Grant
- 9 de agosto – Leo Kavanagh
- 9 de agosto –  Johnny Mitchell
- 12 de agosto – Paul Carpenter
- 23 de agosto – Roy Leslie
- 24 de agosto – Jimmy Cooney
- 25 de agosto – Buzz Wetzel
- 26 de agosto – Sparky Adams
- 27 de agosto – Carl East
- 27 de agosto – Eddie Mulligan
- 29 de agosto – Gus Bono
- 30 de agosto – Bing Miller
- 31 de agosto – Norman Glaser

### Setembro
- 1º de setembro – Fred Nicholson
- 4 de setembro – Leo Dixon
- 4 de setembro – Fred Worden
- 6 de setembro – Billy Gleason
- 12 de setembro – Ole Olsen
- 13 de setembro – Dink O'Brien
- 13 de setembro – Sam Crane
- 22 de setembro – Frank Walker
- 24 de setembro – Otto Neu
- 27 de setembro – Mike Loan

### Outubro
- 1º de outubro – Ray Kolp
- 1º de outubro – Duster Mails
- 9 de outubro – Jing Johnson
- 10 de outubro – Myrl Brown
- 11 de outubro – Gary Fortune
- 12 de outubro – John Merritt
- 13 de outubro – Bob Allen
- 13 de outubro – Swede Risberg
- 16 de outubro – Mike Menosky
- 18 de outubro – Phil Morrison
- 19 de outubro – Tim McCabe
- 20 de outubro – Toots Coyne
- 20 de outubro – Wickey McAvoy
- 23 de outubro – Rube Bressler
- 27 de outubro – Charlie Bold
- 28 de outubro – John Bischoff
- 30 de outubro – Harley Dillinger
- 31 de outubro – Ken Crawford
- 31 de outubro – Ray O'Brien

### Novembro
- 1º de novembro – Clarence Berger
- 4 de novembro – Bill Shanner
- 13 de novembro – Ray Steineder
- 13 de novembro – Ernie Neitzke
- 18 de novembro – Sam Covington
- 20 de novembro – Rube Ehrhardt
- 21 de novembro – Bill Morrisette
- 23 de novembro – Art Corcoran
- 23 de novembro – Jesse Petty

### Dezembro
- 1º de dezembro – Ernie Alten
- 5 de dezembro – Philip K. Wrigley
- 6 de dezembro – Bruno Betzel
- 6 de dezembro – Walter Mueller
- 8 de dezembro – Razor Ledbetter
- 10 de dezembro – Ike Caveney
- 11 de dezembro – Lou Raymond
- 12 de dezembro – Charlie Blackwell
- 13 de dezembro – Larry Jacobus
- 14 de dezembro – Stan Baumgartner
- 14 de dezembro – Jim Joe Edwards
- 19 de dezembro – Ford Frick
- 20 de dezembro – Butch Henline
- 22 de dezembro – Harvey McClellan
- 29 de dezembro – Hank DeBerry
- 31 de dezembro – Joe Berry
- 31 de dezembro – Jim Murray

## Mortes
- 6 de janeiro – Marty Sullivan, 31, outfielder que teve média de 27,3% em 398 jogos pelo in 398 White Stockings, Hoosiers, Beaneaters e Spiders de 1887 até 1891.
- 28 de fevereiro – Edgar McNabb, 28, arremessador em 1893 pelo Baltimore Orioles da National League.
- 3 de março – Ned Williamson, 36, terceira base e  shortstop pelo Chicago White Stockings, que estabeleceu o recorde em temporada única com 49  duplas em 1883, 27 home runs em 1884, e liderou a National League em assistências sete vezes e queimadas duplas por seis vezes.
- 24 de março –  Mike Jones, 28, arremessador canadense em 1890 pelos campeões da American Association, Louisville Colonels.
- 3 de abril – Billy Redmond, 41, shortstop que jogou em três times diferentes por duas ligas entre 1875 e 1878.
- 29 de abril – Sparrow McCaffrey, 26,  catcher em 1889 pelo Columbus Solons da American Association.
- 3 de maio – Bob Ferguson, 49, infielder e técnico em oito equipes, conhecido por ser o primeiro switch-hitter no esporte e apelidado de "Death to Flying Things" por suas qualidades defensivas, que capitaneou um time de 1870 que bateu o Cincinnati Red Stockings após 84 vitórias consecutivas, foi presidentes da National Association entre 1872–1875 e estabeleceu o recorde em jogos atuando como umpire.
- 19 de maio – Bill Mountjoy, 35, arremessador canadense que conseguiu um cartel de vitórias de 31–24 e ERA de 3.25 ERA pelo Cincinnati e  Baltimore da National League de 1883 até 1885.
- 23 de junho – Jimmy Say, 32, terceira base/shortstop por cinco equipes diferentes em três ligas entre 1882 e 1887.
- 25 de agosto – Yank Robinson, 34, segunda base em seis equipes diferentes de quatro ligas diferentes, mais proeminentemente pelo Baltimore Orioles que venceu quatro flâmulas da American Association de 1885 até 1888 e em 1886 na World Series.
- 28 de agosto – Gracie Pierce, [?], segunda base e outfielder por cinco equipes diferentes em duas ligas de 1882 até 1884, que mais tarde se tornou umpire da National League e da Players' League.
- 16 de setembro – Terry Larkin, 38, arremessador da National League, vencedor de 89 jogos de 1877 até 1879, e que cometeu suicídio cortando a garganta com uma navalha.
- 26 de setembro – Nick Reeder, 27, primeira base em 1891 pelo Louisville Colonels da American Association.
- 16 de outubro – Ed Conley, 30, arremessador em 1884 pelo Providence Grays da National League.
- 2 de novembro – William Houseman, 35, arremessador em 1886 pelo Baltimore Orioles da American Association.
- 2 de novembro – Alamazoo Jennings, 43, catcher em 1878 pelo Milwaukee Grays da National League.
- 8 de novembro – King Kelly, 36, membro do Hall of Fame, catcher e campista direito pelo Chicago e pelo Boston da National League teams, conhecido como um competidor feroz que desenvolveu a técnica do hit-and-run e causou inúmeros refinamentos nas regras do esporte na exploração de brechas que existiam; rebateu média de 30,8% com dois títulos de rebatidas, liderou a liga em corridas e duplas três vezes cada; foi o quarto jogador a alcançar a marca de 1500 rebatidas; estrelou em cinco times campeões de Chicago e gerenciou o Boston na campanha vitoriosa em 1890 da Players' League.
- 24 de dezembro – Charlie Duffee, 28, outfielder por quatro equipes em duas ligas diferentes, e liderou a American Association entre os outfielders em assistências nas temporadas de 1889 e 1891.
- 25 de dezembro – Tom Cahill, 26, jogador em 1891 pelo Louisville Colonels da American Association.
- 30 de dezembro – Jack McMahon, 25, primeira base e catcher que jogou de 1892 até 1893 pelo New York Giants da National League.